# Arrest Gerards/Vijverberg
Het arrest Gerards/Vijverberg (HR 25 juni 1993, NJ 1994/291) is een arrest van de Hoge Raad dat betrekking heeft op een koopovereenkomst van een tweedehandsauto, met als trefwoorden: exoneratiebeding, garantie en dwaling.

## Casus
Vijverberg koopt als particulier een tweedehands auto bij Gerards, een handelaar. Het ging om een Volkswagen Golf met een kilometerstand van ruim 45.000 km.
Later bleek dat er (volgens de verkoper buiten zijn schuld) was "geknoeid" met de kilometerstand. Het verschil bedroeg 48.000 km.
De koper deed een beroep op dwaling en vorderde vernietiging van de koopovereenkomst.
De verkoper beriep zich op een standaard exoneratiebeding: "Koper koopt de auto op eigen bate en schade."

## Procesgang
De koopovereenkomst is in hoger beroep door het hof ontbonden wegens dwaling.
Het cassatieberoep is verworpen.

## Hoge Raad
Het gerechtshof nam aan dat bij koop van een auto de kilometerstand essentieel is en de verkoper stilzwijgend garandeert, dat deze stand overeenkomstig de werkelijkheid is.
Deze aanname leidde ertoe dat de verkoper een door de koper gedaan beroep op dwaling niet kon bestrijden met het in de overeenkomst voorgedrukte exoneratiebeding.

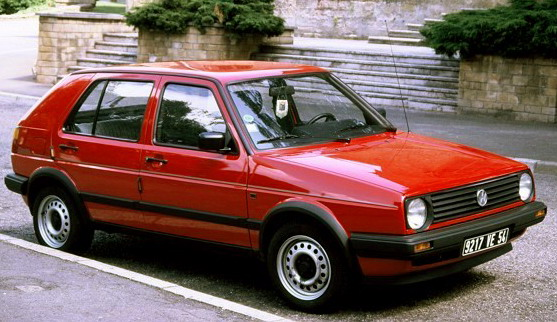
Volkswagen Golf II, circa 1990

## Conclusie
Als een handelaar een auto aan een particulier verkoopt wordt de kilometerstand in principe door de verkoper stilzwijgend gegarandeerd. Op grond van redelijkheid en billijkheid kan deze garantie niet worden doorkruist met een standaard-exoneratieclausule.
Dus het beding dat de auto wordt gekocht "op eigen bate en schade" sluit een beroep op dwaling niet uit.